# زيان بن مدافع الجذامى
زيان بن مدافع بن يوسف بن سعد بن مردنيش الجذامي، أبو جُميل، أمير اندلسي وكانت له بلنسية و دانية، وكان من أسرة بنو مردنيش صاحبة النفوذ والزعامة في شرق الأندلس ، أخرجه الروم من بلنسية أوائل سنة 636 هجري فذهب فاحتل مرسية وقتل صاحبها ابن خطاب، و لكن أهلها ما لبثوا إلا أن ثاروا عليه وقتلوه وكتبوا ببيعتهم إلى أبو زكرياء الأول صاحب تونس.

## حصار بلنسية
زحف ملك أرغون إلى بلنسية فحاصرها، وكانت للعدو سنة ثلاث وثلاثين سبع محلات لحصار المسلمين اثنان منها على بلنسية وجزيرة شقر وشاطبة ومحلة بجيان ومحلة بلطسيرة ومحلة بمرسية ومحلة بليلة وأهل جنوة من وراء ذلك على سبتة ثم تملك طاغية قشتالة مدينة قرطبة وظفر طاغية أرغون بكثير من حصون بلنسية والجزيرة وبنى حصن أنيسة لحصار بلنسية وأنزل بها عسكره، وانصرف، فاعتزم زيان ابن مردنيش على غزو من بقى بها من عسكره، وانتفر أهل شاطبة وشمر وزحف إليهم، فانكشف المسلمون وأصيب أكثرهم، واستشهد أبو الربيع بن سالم شيخ المحدثين بالاندلس وكان يوما عظيما وعنوانا على أخذ بلنسية ثم ترددت عليها سرايا العدو ثم زحف إليها طاغية ارغون في رمضان سنة خمس وثلاثين فحاصرها واستبلغ في نكايتها، وكان عبد المؤمن بمراكش قد فشل ريحهم، وظهر أمر بنى أبى حفص بأفريقية، فأمل ابن مردنيش وأهل شرق الأندلس الأمير أبا زكريا للكرة، وبعثوا إليه بيعتهم، وأوفد عليه ابن مردنيش كاتبه الفقيه أبا عبد الله بن الآبار صريخًا فوفد ،وأدى بيعتهم في يوم مشهود بالحضرة.